# Růžena Maturová
Růžena Maturová (née à Prague le 2 septembre 1869, morte à Prague le 25 février 1938) est une soprano tchèque dont la carrière internationale a commencé à la fin des années 1880 et s'est poursuivie jusqu'à la première décennie du XXe siècle. 

## Biographie
Née à Prague, Bohême, elle est devenue soprano au Théâtre national où elle a créé des rôles dans plusieurs opéras dont trois d'Antonín Dvořák: la Princesse dans Le Diable et Catherine (1898), et les rôles-titre dans Rusalka (1901) et Armida (1904).
Après son retrait de la scène en 1910, elle a enseigné le chant à Prague. Son élève la plus fameuse était la contralto Marta Krásová. Maturová est aussi apparue dans quatre films muets de la fin des années 1920.
Růžena Maturová est décédée à Prague en 1938 à l'âge de 68 ans.